# Clavier à lumières
Il clavier à lumières, o semplicemente luce in italiano, è uno strumento musicale inventato dal pianista russo Aleksandr Nikolaevič Skrjabin per l'esecuzione della sua opera Prometeo o il Poema del fuoco del 1910. Si tratta di uno strumento a tastiera elettrofono che proietta, a ogni nota o cambio d'armonia corrispondente, un fascio di luce colorata. I colori sottolineano vari stati d'animo evocati dalla musica e indicati da Skrjabin nella partitura secondo il sistema sinestetico. Alcuni studiosi tuttavia hanno espresso dubbi sul fatto che il compositore fosse un sinesteta: è comunque certo che le associazioni di colore siano state influenzate in prima battuta dalle letture teosofiche e dagli scritti di Louis Bertrand Castel (ideatore nel XVIII secolo del cosiddetto clavicembalo oculare).

## Storia dello strumento
Un prototipo di questo strumento, concepito per una sala da concerto, fu costruito da Aleksander Mozer, fotografo e insegnante di elettromeccanica alla Scuola di istruzione tecnica superiore di Mosca; questa prima versione non fu mai utilizzata dal compositore, deluso dal fatto che lo strumento si limitasse solamente ad accendere alcune lampadine colorate. Una seconda versione fu costruita dall'inglese Alexander Wallace Rimington il quale, avendo già costruito uno strumento simile nel 1895 chiamato organo a colori, lo riadattò per l'occasione. Anche questa versione non fu ritenuta soddisfacente da Skrjabin.
La prima rappresentazione della composizione fu tenuta il 15 marzo 1911 a Mosca senza il clavier à lumières: Skrjabin non ebbe mai l'occasione di vedere eseguita la sua opera in maniera completa, supportata dalla multimedialità dell'illuminazione. Per l'interpretazione del Prometeo alla Carnegie Hall di New York nel 1915, a un mese dalla morte del compositore, furono proiettati raggi e fasci di luce di vari colori contro uno schermo bianco. I risultati furono deludenti anche in questa occasione. Clarence Lucas scrisse che:
(A. E. Hull, A Great Tone-Poet: Scriabin, London, 1927, p. 227; trad. it. in L. Verdi, Kandinskij e Skrjabin, Lucca, Akademos, 1996 p. 62.)
Solo nel 1962 a Kazan' per la prima volta il Prometeo o Poema del fuoco fu rappresentato con un flusso luminoso di colori che illustrava lo sviluppo del movimento musicale, grazie all'impiego di nuove apparecchiature predisposte dal locale Istituto di Aviazione, e il concerto fu così descritto: 
(B. Galeev, Light. Music of the Designers' Office Prometheus, in «Interface», III, 1974, p. 160; trad. it. in L. Verdi, op. cit., p. 63.)

## Descrizione
La parte del clavier à lumières è indicata in partitura in chiave di sol su due righi di pentagramma: uno segue la scala cromatica, l'altro il circolo delle quinte. In realtà l'esecutore si limita, seguendo la partitura, a proiettare fasci di luce e colore secondo il seguente schema.

Clavier à lumières.

Note riordinate secondo il circolo delle quinte, che formano uno spettro.

| note                  | colori             |
| --------------------- | ------------------ |
| do                    | rosso              |
| do diesis/re bemolle  | viola              |
| re                    | giallo             |
| mi bemolle/re diesis  | grigio-viola       |
| mi                    | bianco-azzurro     |
| fa                    | rosso scuro        |
| fa diesis/sol bemolle | blu                |
| sol                   | rosa-arancione     |
| sol diesis/la bemolle | viola-porpora      |
| la                    | verde              |
| la diesis/si bemolle  | bagliore metallico |
| si                    | blu perlaceo       |

| note                  | colori             | sentimento                               |
| --------------------- | ------------------ | ---------------------------------------- |
| fa                    | rosso scuro        | differenziazione di volontà              |
| do                    | rosso              | volontà                                  |
| sol                   | rosa-arancione     | gioco creativo                           |
| re                    | giallo             | gioia                                    |
| la                    | verde              | problema, caos                           |
| mi                    | bianco-azzurro     | sogno                                    |
| si                    | blu perlaceo       | meditazione                              |
| fa diesis/sol bemolle | blu                | creatività                               |
| re bemolle            | viola              | volontà dello Spirito Creatore           |
| la bemolle            | viola-porpora      | movimento dello Spirito in un problema   |
| mi bemolle            | grigio-viola       | umanità                                  |
| si bemolle            | bagliore metallico | avidità (desiderio smodato) o entusiasmo |